# Matthias Heidmeier
Matthias Heidmeier (* 9. März 1976 in Soest) ist ein deutscher politischer Beamter (CDU). Seit Juni 2022 ist er Staatssekretär im Ministerium für Arbeit, Gesundheit und Soziales des Landes Nordrhein-Westfalen.

## Leben
Heidmeier absolvierte von 1996 bis 2001 ein Studium der Politikwissenschaft an der Westfälischen Wilhelms-Universität Münster, das er mit dem Magister Artium abschloss. Anschließend arbeitete er von 2002 bis 2003 als politischer Referent für die CDU Hessen. Von 2003 bis 2011 war er für die CDU Nordrhein-Westfalen tätig, unter anderem als Leiter der Abteilung Politik und Kommunikation sowie als Pressesprecher. Von 2011 bis 2015 arbeitete er für die Unternehmerverbandsgruppe. Von 2015 bis 2017 war er Geschäftsführer für Verbandskommunikation des Arbeitgeberverbands Rhein-Ruhr-Region. 2017 und 2018 war er Geschäftsführer des Unternehmerverbandes Wirtschaft für Duisburg. 2019 leitete er den Bereich der Verbandsentwicklung bei der Bundesvereinigung der Deutschen Arbeitgeberverbände. Von 2019 bis 2022 war er Hauptgeschäftsführer des Westdeutschen Handwerkskammertages und der Landes-Gewerbeförderungsstelle des nordrhein-westfälischen Handwerks in Düsseldorf.
Im Zuge der Bildung des Kabinetts Wüst II wurde Heidmeier am 30. Juni 2022 zum Staatssekretär des von Karl-Josef Laumann geleiteten Ministeriums für Arbeit, Gesundheit und Soziales des Landes Nordrhein-Westfalen berufen. Er folgte Edmund Heller nach.
Heidmeier ist verheiratet und hat zwei Kinder.